# Magalog
Ein Magalog ist eine zu Promotionzwecken verteilte Ausgabe einer Zeitschrift (eines Magazins), häufig in Form eines 12-seitigen Katalogs.
Dieses Marketinginstrument soll neue Leser für die Zeitschrift werben oder aber bereits bestehenden Lesern Neuigkeiten, zusätzliche Leistungen oder Verbesserungen der Zeitschrift näherbringen. Magaloge können auch Kataloge mit zusätzlichen redaktionellen Inhalten sein.
Das Wort Magalog setzt sich zusammen aus Magazin und Katalog.
In Deutschland handelt es sich um eine seit 1997 von Eberhard Dittmann in den Klassen 9, 16 und 25 eingetragene Marke. Dittmanns Skateboard-Handelskette Titus GmbH brachte damals den ersten Magalog heraus. Er vereinte einen klassischen Produktkatalog für Funsport- und Streetwear-Artikel mit einem redaktionellen Teil, welcher aus Artikeln aus der Skateboard- und Funsportszene bestand.